# 全国クレサラ・生活再建問題被害者連絡協議会
全国クレサラ・生活再建問題被害者連絡協議会（ぜんこくくれさら・せいかつさいけんもんだいひがいしゃれんらくきょうぎかい）は、生活問題全般の解決を目指す社会的任意団体である。

## 概要
現在の日本社会において拡大するヤミ金、各種借入、融資、自殺対策・相談、その他生活関連相談といった、各種生活問題の解決を目指す社会的任意団体。

通称「被連協（ひれんきょう）」。
全国各地に加盟団体があり、2011年時点では全国88団体が加盟し、台湾、韓国にも加盟団体がある。
1982年4月に発足し、以来弁護士、司法書士、学者、労働組合、消費者団体、商工団体などからの
協力を得ながら、クレジット・サラ金並びに生活再建にかかる被害の予防と救済運動を行っている。

また「全国クレサラ・生活再建問題被害者交流集会」と題して、現状認識の共有、対応策の議論を目的とした集会を、毎年各都道府県で持ち回りで開催している。

2024年現在で43回目の開催が予定されている。

## 歴史

### 発足まで
1970年代後半、当時ほとんど顧みられることのなかった多重債務者、サラ金（消費者金融）被害者向けに、弁護士、専門家、被害者らが結成した全国各地の「サラ金被害者の会」が現在の「全国クレサラ・生活再建問題被害者連絡協議会」の源流である。

また、京都府や大阪府の弁護士らが先んじて、「庶民問題研究会（サラ金問題研究会）」といった組織を結成していた。
当時はグレーゾーン金利やサラ金などを規制する法律は皆無に等しく、高金利、違法業者の増加、信用保証会社による多重債務、過酷な取り立て、過払金の返還を巡るトラブルなどが多発していた。
そのため大阪に発足した「サラ金被害者の会」では、発足後に会事務所にマスコミの取材が殺到するなどし、「サラ金被害者」という言葉が徐々に世間へと浸透していった 。

### 発足
「サラ金被害者」という言葉が全国的に浸透していくと、弁護士らによるサラ金被害者救済運動が進んだ。

それにあたり被害者救済のため、全国各地に「被害者の会」が次々と結成されていくようになった。
そのため「全国の仲間と連携してたたかいたい（原文ママ）」との声が全国各地で叫ばれるようになり、1981年に大阪市にて全国各地の被害者の会らによる「第1回サラ金被害者交流集会」を開催。

翌年の4月に広島市にて「全国サラ金被害者連絡協議会（当時）」が発足、被害者の会の全国組織として現在の「全国クレサラ・生活再建問題被害者連絡協議会」が誕生した。

### 発足後
マスコミからの注目度は高かったものの、当時「借りた人間が悪い」という風潮が根強く、1983年には、旧貸金業規制法が制定されたが、当時クレサラ問題の原因と指摘されていた3つの問題点（高金利、過剰融資、過酷な取り立て）は完全には解決されずに残されていた。
そのため「第3回全国サラ金被害者交流集会」では「非人間的な取り立てへの抵抗運動」、「人間の尊厳を守る運動」、「最低限度の生活を取り戻す運動」を含んだ宣言を発表。
社会問題としての「サラ金問題」を世間一般に広めるよう活動を強化していった。

### 現在において
2003年に、いわゆるヤミ金融対策法として、旧貸金業規制法および出資の受入れ、預り金及び金利等の取締りに関する法律（出資法）の改正がなされ、2006年には旧貸金業規制法が改正されて貸金業法に名称が変更され、貸付金額の総量規制およびグレーゾーン金利の撤廃などが行われた。

また、2008年にはヤミ金への返済を規制する判決が最高裁判所より成された。
登録業者（サラ金等）・無登録業者（ヤミ金等）を問わず規制対象の明文化、取り立てにおける禁止行為が明確化され、サラ金問題における一応の成果は得た。
しかし、ヤミ金やサラ金、各種SNSを利用した貸付や私個人間貸付、パチンコや公営競技などに代表されるギャンブル依存とそのネット化、性的行為等を要求する貸付、多重債務などの社会問題の完全な解決には至っていない。
また近年では「過払い金の返還請求（いわゆる“債務整理”)」を謳い文句に、一部の弁護士、司法書士によるネットや電話にて、“非対面“での不適切受任、報酬請求によるトラブルも数多く発生している。
今後もそれら問題に対処し、また一部の弁護士、司法書士らによる上記トラブルを「 大量広告事務所による債務整理二次被害（不適切な債務整理） 」として、被害実態の解明、対策を行っている。

## 主な加盟団体[15]

### 北海道地区
- 札幌市
  - 札幌 陽は昇る会
- 帯広市
  - たんぽぽの会

### 東北地区
- 宮城県
  - みやぎ青葉の会（仙台市）
- 青森県
  - 青森りんごの会（青森市）
- 岩手県
  - 宮古民商ウミネコ道場（宮古市）
- 秋田県
  - 秋田なまはげの会（秋田市）
- 山形県
  - 山形さくらんぼの会（山形市）
- 福島県
  - いわきコスモスの会（いわき市）

### 首都圏地区
- 群馬県
  - 群馬ひまわりの会（桐生市）
- 埼玉県
  - 夜明けの会（桶川市）
- 千葉県
  - あさひ会（千葉市）
- 東京都
  - 玉川 雑草の会（世田谷区）

### 中部地区
- 静岡県
  - 静岡ふじみの会（島田市）
- 愛知県
  - 愛知かきつばたの会（名古屋市）
- 岐阜県
  - 西濃れんげの会（大垣市）
- 三重県
  - 三重はなしょうぶの会（四日市市）
- 石川県
  - 金沢 あすなろの会（金沢市）
- 長野県
  - 中南信コスモスの会（岡谷市）

### 近畿地区
- 大阪府
  - 大阪いちょうの会（大阪市）
- 兵庫県
  - 尼崎あすひらく会（尼崎市）
- 和歌山県
  - あざみの会（和歌山市）
- 京都府
  - 平安の会（京都市）
- 滋賀県
  - びわ湖あおぞら会（大津市）

### 中国、四国地区
- 広島県
  - 広島つくしの会（広島市）
- 山口県
  - ひまわりの会（宇部市）
- 香川県
  - 高松あすなろの会（高松市）
- 高知県
  - 高知うろこの会（高知市）

### 九州地区
- 福岡県
  - 福岡ひこばえの会（福岡市）
- 大分県
  - 大分 まなびの会（大分市）
- 熊本県
  - 大地の会（熊本市）

### 海外地域
- 台湾
  - カード債務被害者自救会（台北市）
- 韓国
  - 金融被害者協会（ソウル特別市）

⚫︎他、上記に未記載団体あり